# Gare de Montélimar
La gare de Montélimar est une gare ferroviaire française de la ligne de Paris-Lyon à Marseille-Saint-Charles, située sur le territoire de la commune de Montélimar, dans le département de la Drôme, en région Auvergne-Rhône-Alpes.
Elle est mise en service en 1854 par la Compagnie du chemin de fer de Lyon à la Méditerranée (LM), avant de devenir une gare de la Compagnie des chemins de fer de Paris à Lyon et à la Méditerranée (PLM) en 1857.
C'est une gare de la Société nationale des chemins de fer français (SNCF) desservie par le TGV et des trains TER Auvergne-Rhône-Alpes.

## Situation ferroviaire
Établie à 81 mètres d'altitude, la gare de Montélimar est située au point kilométrique (PK) 661,311 de la ligne de Paris-Lyon à Marseille-Saint-Charles, entre les gares ouvertes de Loriol et de Donzère. En direction de Loriol, s'intercalent les gares fermées de La Coucourde - Condillac et de Saulce, et en direction de Donzère, la gare fermée de Châteauneuf-du-Rhône.

## Histoire
La gare de Montélimar est mise en service le 29 juin 1854 par la Compagnie du chemin de fer de Lyon à la Méditerranée (LM), lorsqu'elle ouvre à l'exploitation la section de Valence à Avignon de sa ligne de Lyon à Avignon.
En avril 1857, la gare est intégrée dans le réseau de la Compagnie des chemins de fer de Paris à Lyon et à la Méditerranée (PLM), nouvelle compagnie née de la fusion entre la Compagnie du chemin de fer de Paris à Lyon et la Compagnie du chemin de fer de Lyon à la Méditerranée.
De 1893 à 1934, la gare de Montélimar est une gare d'échange, terminus du tramway à voie métrique construit en accotement routier entre Montélimar et la gare de Dieulefit. Celui-ci avait été rapidement surnommé, en référence à un fromage local, le Picodon.
En 1908, un passage souterrain est créé afin de permettre aux voyageurs de changer de quai en sécurité.
En juillet 2016, débute un chantier comportant d'importants travaux dans la gare, pour la modernisation du hall, l'amélioration de l'accès aux quais et la création d'un nouveau commerce. Ce chantier doit détruire une partie du bâtiment historique, côté quai, et l'ancienne marquise qui sera remplacée par une « large ombrière ». La fin des travaux est prévue pour avril 2017.
Entre février et décembre 2018, de nouveaux travaux pour un budget de 5 millions d'euros sont entrepris afin de rehausser les quais et de moderniser le souterrain (mise aux normes et amélioration de l’éclairage) permettant de passer d'un quai à l'autre. Un ascenseur sera notamment créé afin de faciliter l’accès aux quais pour les personnes à mobilité réduite, qui devaient auparavant emprunter un simple escalier.

## Fréquentation
De 2015 à 2023, selon les estimations de la SNCF, la fréquentation annuelle de la gare s'élève aux nombres indiqués dans le tableau ci-dessous.

| Année                      | 2015      | 2016      | 2017      | 2018      | 2019      | 2020    | 2021    | 2022      | 2023      |
| -------------------------- | --------- | --------- | --------- | --------- | --------- | ------- | ------- | --------- | --------- |
| Voyageurs                  | 951 008   | 901 956   | 923 921   | 811 493   | 893 457   | 551 860 | 743 493 | 898 692   | 963 113   |
| Voyageurs et non voyageurs | 1 188 760 | 1 127 445 | 1 154 902 | 1 014 367 | 1 116 822 | 689 825 | 929 367 | 1 123 365 | 1 203 891 |

## Service des voyageurs

### Accueil
Gare SNCF, elle dispose d'un bâtiment voyageurs, avec guichet et salle d'attente, ouvert tous les jours. Elle est équipée d'automates, pour tous billets dont les titres de transport TER. C'est une gare « Accès plus » avec un service, des équipements et aménagements pour les personnes à mobilité réduite. On y trouve également un buffet (bar-restaurant), une boutique de presse et un loueur de véhicules.

### Desserte
Montélimar est desservie par des TGV qui assurent la relation de Paris-Gare-de-Lyon vers Avignon-Centre ou Miramas. En 2017, trois aller-retours directs sont proposés pour une durée maximale de 2 h 54 min.
C'est également une gare régionale desservie par des trains TER Auvergne-Rhône-Alpes des relations de Lyon-Part-Dieu à Avignon-Centre ou Marseille-Saint-Charles.

### Intermodalité
Un parc pour les vélos (48 places en consigne collective, ainsi que des accroches vélos en libre accès) et un parking sont aménagés à ses abords.
Elle est desservie par des autobus du réseau urbain Montélibus, par des autocars régionaux et par des autocars TER (vers Aubenas, Vallon-Pont-d'Arc, et Nyons).

Installations et desserte
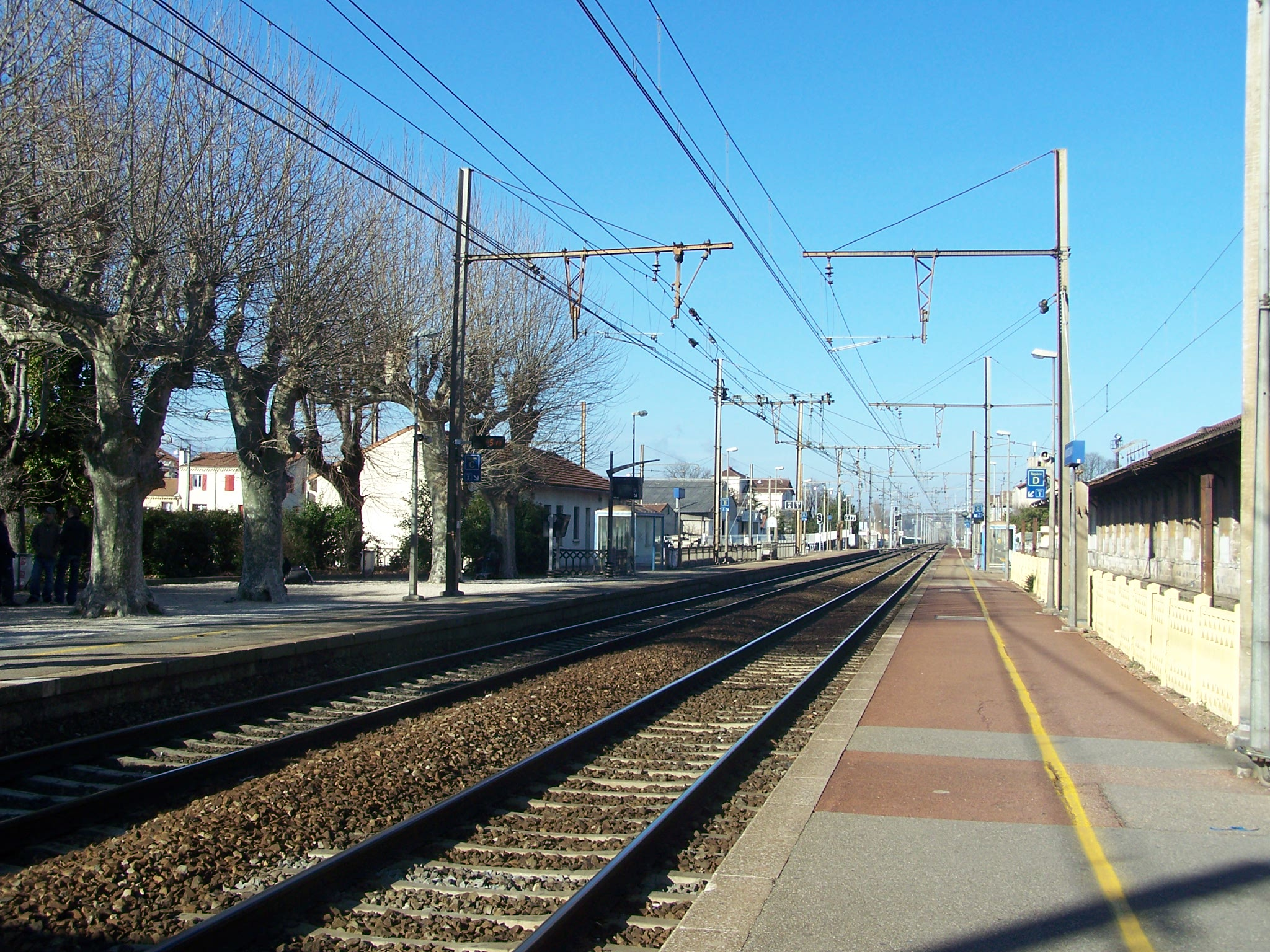
Quais et voies.
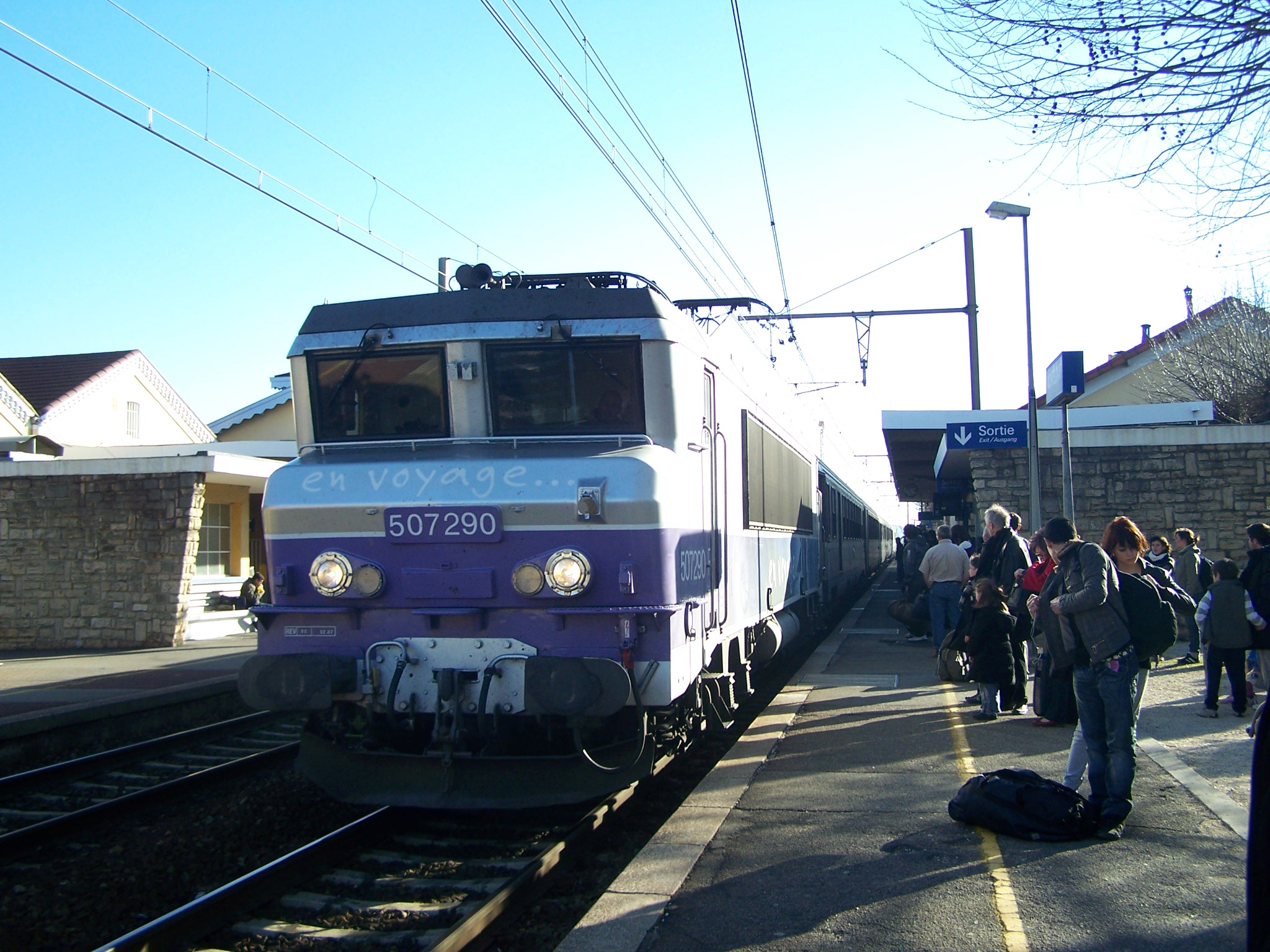
TER Marseille – Lyon.

## Patrimoine ferroviaire
Elle a conservé son bâtiment voyageurs d'origine créé en 1854 par la Compagnie du chemin de fer de Lyon à la Méditerranée (LM), ainsi que sa grande halle marchandises (utilisée en partie par l'infra). Des voies de garage en partie électrifiées sont aussi présentes.